# دوغلاس يو
دوغلاس يو (بالإنجليزية: Douglas Yeo)‏ هو معلم موسيقى أمريكي، ولد في 1955.